# Tournans
Tournans é uma comuna francesa na região administrativa de Borgonha-Franco-Condado, no departamento de Doubs. Estende-se por uma área de 9,14 km². Em 2010 a comuna tinha 125 habitantes (densidade: 13,7 hab./km²).